# Amadeu Hurtado
Amadeu Hurtado Miró (Villanueva y Geltrú, 28 de enero de 1875-Barcelona, 11 de febrero de 1950) fue un abogado y político español. 

## Biografía
Nacido en Villanueva y Geltrú el 28 de enero de 1875, se ganó un gran prestigio como abogado cuando fue uno de los defensores de Pedro Corominas en el proceso de Montjuic. Ideológicamente era federalista y republicano, y con este sentido en 1906 figuró en la comisión directiva de la Solidaridad Catalana, con la que fue elegido diputado por Tarrasa en 1907. En 1910 se retiró de la política cuando se disolvió la Solidaridad, pero colaboró en los diarios El Poble Català y La Publicitat (entonces La Publicidad), en el que fomentar su proceso de catalanización y traducción de nombre. Desde El Liberal y El Heraldo de Madrid hizo campaña a favor de los aliados durante la Primera Guerra Mundial. Fue decano del Colegio de Abogados de Barcelona en 1922, pero dimitió en 1924 como protesta por intromisión de la Dictadura de Miguel Primo de Rivera. En 1929 fundó el semanario Mirador.
En 1930 formó parte de la comisión que redactó el apéndice del derecho catalán del código civil español, y redactó el preámbulo del anteproyecto. En 1931 fue consejero adjunto del gobierno provisional de la Generalidad de Cataluña y mantuvo muy buenas relaciones tanto con Francesc Macià como con Niceto Alcalá Zamora. En las elecciones generales de 1931 fue elegido diputado a Cortes españolas en la circunscripción de Barcelona provincia por ERC. Participó de manera destacada en los debates para la aprobación de la Constitución Española de 1931 (donde defendió la separación entre iglesia y estado), para el Estatuto de Autonomía de 1932 (Estatuto de Nuria) y a favor de la Ley de Contratos de Cultivo. Sin embargo, en 1933 abandonó ERC para entrar en Acció Catalana Republicana.
En 1934 fue elegido presidente de la Real Academia de Jurisprudencia y Legislación de Cataluña y del Ateneo Barcelonés, y se le considera principal promotor del Primer Congreso Jurídico Catalán de mayo de 1936. Aunque no participó en los hechos del seis de octubre de 1934, defendió al alcalde de Barcelona y los concejales del ayuntamiento, encarcelados por orden del gobierno español. Al acabar la guerra civil española se exilió a Perpiñán (Francia). En 1949 volvió a Barcelona y falleció el 11 de febrero de 1950. Fue padre del escritor Odó Hurtado i Martí.

## Obras
- La intervenció de l'estat en el nostre règim d'autonomia (discurs, 1933)
- El pensament jurídic català (1935)
- Quaranta anys d'advocat: Història del meu temps (1956-1969)
- Abans del sis d'octubre (un dietari) (diario 29 de mayo - 15 de septiembre de 1934; incluye el discurso Cal revisar el catalanisme? 1945) ; Quaderns crema ; Barcelona ; 2008